# DK (出版社)

DK社のロゴ

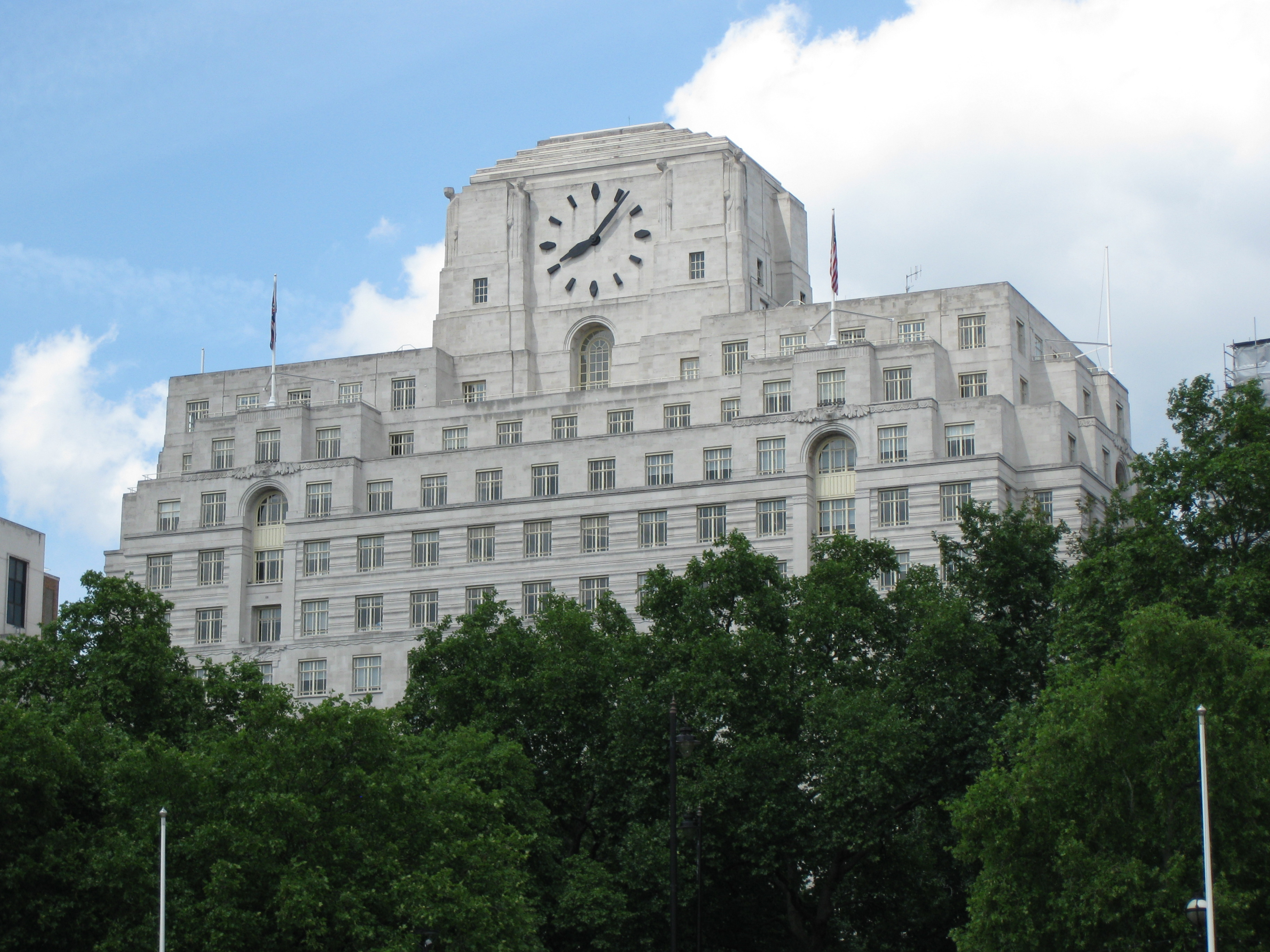
DK社

2014年から2020年までのロゴ

DK社（でぃーけーしゃ、英:  A Dorling Kindersley Book)とはイギリスの出版社である。1974年にクリストファー・ドーリングとピーター・キンダースリーによりロンドンで創立され、1982年より出版活動を始めた。出版物の分野は旅行ガイド、美術、工芸、歴史、自然科学、料理、ガーデニング、ゲーム、健康、ビジネスなど多岐にわたり、レゴ、ディズニーなどの登録商標を扱った書籍も多数出版している。また、ニューヨーク、メルボルン、ロンドン、ミュンヘン、ニューデリー、トロントにオフィスを構える多国籍出版社で、DK社により編集された書籍は世界62言語におよぶ国と地域で翻訳出版されている。

## 歴史
DKは1974年にロンドンのクリストファー・ドーリングとピーター・キンダーズリーによって書籍包装会社として設立され、1982年に書籍の出版を開始した。DK社によって最初に出版された本は、英国の自発的な医療サービスのための応急処置マニュアルである。またこの本は、光沢のある白い背景に豪華に描かれたテキストの会社の独特の視覚的なスタイルを確立した。DK社は1991年に米国で出版を開始した。同年、マイクロソフトはDKの株式を26%買収した。
1999年に、スターウォーズに関する書籍の市場を過大評価し、何百万部もの売れ残りを出して債務不十分となった。その結果、DK社はピアソンplcに合併され、ペンギンブックスで知られるペンギングループの一部となった。DK社はこの後もスター・ウォーズ関連の書籍を販売し続けている。